# Liste des parcs d'État du Dakota du Nord
Liste des parcs d'État du Dakota du Nord aux États-Unis d'Amérique par ordre alphabétique. Ils sont gérés par le North Dakota Parks & Recreation Department.
- Beaver Lake
- Black Tiger Bay
- Cross Ranch
- Devils Lake
- Doyle Memorial
- Ft. Abraham Lincoln
- Ft. Ransom
- Ft. Stevenson
- Historic Elmwood
- Icelandic
- Indian Hills Resort
- Lake Metigoshe
- Lake Sakakawea
- Lewis & Clark
- Little Missouri
- Sully Creek
- Shelver’s Grove
- Turtle River